# Private Peaceful
Private Peaceful is een Britse oorlogsfilm uit 2012, geregisseerd door Pat O'Connor. De film is gebaseerd op de gelijknamige roman uit 2003 van Michael Morpurgo. De hoofdrollen worden vertolkt door Jack O'Connell en George MacKay.

## Verhaal
Begin 20e eeuw in Groot-Brittannië. De Peaceful-broers Charlie en zijn jongere broer Thomas (bijgenaamd Tommo) verloren hun vader bij een ongeluk en leefden een bescheiden leven samen met hun moeder en hun oudste broer die gehandicapt is. Als de Eerste Wereldoorlog in 1914 uitbreekt, meld Tommo zich aan bij het leger, ondanks de bezwaren van zijn familie en Charlie volgt zijn voorbeeld. De twee worden allebei toegewezen aan dezelfde eenheid en worden naar het felle Westfront gestuurd.

## Rolverdeling
| Acteur              | Personage        |
| ------------------- | ---------------- |
| Jack O'Connell      | Charlie Peaceful |
| George MacKay       | Tommo Peaceful   |
| Alexandra Roach     | Molly Monks      |
| Richard Griffiths   | de kolonel       |
| Frances de la Tour  | grootmoeder Wolf |
| John Lynch          | sergeant Hanley  |
| Maxine Peake        | Hazel Peaceful   |
| Stephen Kennedy     | James Peaceful   |
| Eline Powell        | Anna             |
| Paul Ready          | kapitein Wilkins |
| Hero Fiennes Tiffin | jonge Charlie    |
| Samuel Bottomley    | jonge Tommo      |
| Izzy Meikle-Small   | jonge Molly      |

## Ontvangst
Op Rotten Tomatoes heeft Private Peaceful een waarde van 63% en een gemiddelde score van 5,80/10, gebaseerd op 27 recensies. Op Metacritic heeft de film een gemiddelde score van 51/100, gebaseerd op 12 recensies.